# Marianne Bigum
Marianne Bigum, née le 10 avril 1983, est une femme politique danoise, membre du Parti populaire socialiste.

## Biographie
Marianne Bigum suit ses études à l'université technique du Danemark, où elle décroche un diplôme en génie chimique en 2007, puis un diplôme en ingénierie environnementale en 2009 et enfin un doctorat en 2014.
De 2013 à 2014, elle est consultante technique pour un projet de la ville de Copenhague. Elle rejoint ensuite le Miljøstyrelsen, une agence du ministère de l'Environnement, qu'elle quitte en 2018 pour devenir consultante pour Ramboll, société de conseils en ingénierie. De 2020 à 2022, elle est chef d'équipe et experte en économie circulaire pour la Banque asiatique de développement.
Engagée au sein du Parti populaire socialiste, elle est élue au conseil municipal de Rudersdal en novembre 2009, un mandat dont elle démissionne en 2012. Elle occupe diverses responsabilités locales et nationales au sein du parti à partir de 2007, dont le rôle de responsable du programme écologique du parti de 2020 à 2022.
Après avoir échoué à être élue députée dans la circonscription de la banlieue de Copenhague lors des élections législatives de 2019, elle remporte un siège au Folketing dans la circonscription de Seeland lors des élections législatives anticipées de novembre 2022,.